# Podnoszenie ciężarów na Letnich Igrzyskach Olimpijskich 1996 – waga musza mężczyzn
Rywalizacja w wadze do 54 kg mężczyzn w podnoszeniu ciężarów na Letnich Igrzyskach Olimpijskich 1996 odbyła się 20 lipca 1996 roku w hali Georgia World Congress Center. W rywalizacji wystartowało 22 zawodników z 19 krajów. Tytułu sprzed czterech lat nie obronił Iwan Iwanow z Bułgarii, który tym razem zajął szóste miejsce. Nowym mistrzem olimpijskim został Turek Halil Mutlu, srebrny medal wywalczył Chińczyk Zhang Xiangsen, a trzecie miejsce zajął Sewdalin Minczew z Bułgarii.

## Wyniki
| Pozycja | Zawodnik                 | Reprezentacja    | Waga  | Rwanie | Rwanie | Rwanie | Podrzut | Podrzut | Podrzut | Wynik |
| Pozycja | Zawodnik                 | Reprezentacja    | Waga  | 1      | 2      | 3      | 1       | 2       | 3       | Wynik |
| ------- | ------------------------ | ---------------- | ----- | ------ | ------ | ------ | ------- | ------- | ------- | ----- |
| 1. !    | Halil Mutlu              | Turcja           | 53,91 | 125,0  | 130,0  | 132,5  | 152,5   | 152,5   | 155,0   | 287,5 |
| 2. !    | Zhang Xiangsen           | Chiny            | 53,39 | 122,5  | 127,5  | 130,0  | 150,0   | 155,0   | 157,5   | 280,0 |
| 3. !    | Sewdalin Minczew         | Bułgaria         | 54,00 | 117,5  | 122,5  | 125,0  | 147,5   | 152,5   | 157,5   | 277,5 |
| 4       | Lan Shizhang             | Chiny            | 53,61 | 120,0  | 125,0  | 127,5  | 150,0   | 157,5   | 162,5   | 275,0 |
| 5       | Traian Cihărean          | Rumunia          | 53,90 | 115,0  | 120,0  | 122,5  | 140,0   | 145,0   | 152,5   | 265,0 |
| 6       | Iwan Iwanow              | Bułgaria         | 53,90 | 112,5  | 112,5  | 112,5  | 145,0   | 145,0   | 155,0   | 257,5 |
| 7       | Ko Kwang-ku              | Korea Południowa | 53,89 | 115,0  | 120,0  | 120,0  | 140,0   | 145,0   | 145,0   | 255,0 |
| 8       | Juan Carlos Fernández    | Kolumbia         | 53,94 | 105,0  | 110,0  | 112,5  | 135,0   | 140,0   | 145,0   | 255,0 |
| 9       | Wang Shin-yuan           | Chińskie Tajpej  | 53,56 | 105,0  | 110,0  | 110,0  | 135,0   | 140,0   | 145,0   | 250,0 |
| 10      | Toshiyuki Notomi         | Japonia          | 53,60 | 105,0  | 110,0  | 110,0  | 135,0   | 140,0   | 140,0   | 250,0 |
| 11      | Eric Bonnel              | Francja          | 53,68 | 105,0  | 110,0  | 115,0  | 135,0   | 140,0   | 140,0   | 250,0 |
| 12      | Hari Setiawan            | Indonezja        | 53,90 | 105,0  | 105,0  | 110,0  | 145,0   | 145,0   | 152,5   | 250,0 |
| 13      | Marek Gorzelniak         | Polska           | 53,85 | 102,5  | 107,5  | 110,0  | 137,5   | 142,5   | 142,5   | 245,0 |
| 14      | Viktor Yansky            | Uzbekistan       | 53,94 | 102,5  | 107,5  | 107,5  | 132,5   | 135,0   | 140,0   | 242,5 |
| 15      | Giovanni Scarantino      | Włochy           | 53,89 | 105,0  | 110,0  | 110,0  | 125,0   | 130,0   | 132,5   | 240,0 |
| 16      | Nelson Castro            | Kolumbia         | 53,05 | 97,5   | 102,5  | 105,0  | 125,0   | 130,0   | 135,0   | 235,0 |
| 17      | Johnny Nguyen            | Australia        | 54,00 | 100,0  | 100,0  | 105,0  | 127,5   | 132,5   | 135,0   | 232,5 |
| 18      | Badathala Adisekhar      | Indie            | 53,93 | 100,0  | 105,0  | 107,5  | 125,0   | 130,0   | 130,0   | 230,0 |
| 19      | Vladimirs Morozovs       | Łotwa            | 53,81 | 97,5   | 97,5   | 100,0  | 117,5   | 122,5   | 125,0   | 222,5 |
| 20      | Luis Medrano             | Gwatemala        | 53,41 | 100,0  | 102,5  | 102,5  | 120,0   | 120,0   | 125,0   | 220,0 |
| 21      | Gino Soupprayen Padiatty | Mauritius        | 53,43 | 90,0   | 95,0   | 97,5   | 105,0   | 105,0   | 112,5   | 200,0 |
| -       | Tibor Karczag            | Węgry            | 53,96 | 107,5  | 107,5  | 107,5  | –       | –       | –       | –     |